# Luciano Pellicani
Luigi Luciano Pellicani (Ruvo di Puglia, 10 aprile 1939 – Roma, 11 aprile 2020) è stato un sociologo, politologo e giornalista italiano.

## Biografia
Figlio di Michele Pellicani, già parlamentare PSDI e PSI per tre legislature e più volte sottosegretario, visse fino all'età di dieci anni a Ruvo di Puglia, con i nonni paterni. I genitori, comunisti antifascisti, erano stati infatti inviati al confino a Matera dal regime fascista. Il nonno materno, Bartolo Di Terlizzi, anarchico, pedagogista seguace delle idee e dell'insegnamento di Pestalozzi, si distinse per la sua opera di alfabetizzazione dei bambini figli dei braccianti, togliendoli al lavoro dei campi e istruendoli attraverso i metodi pedagogici pestalozziani. Egli esercitò un grande ascendente sul piccolo Luciano, che fu avvicinato alla cultura e alla lettura di tanti libri sin dai primi anni della scuola elementare. Terminata la guerra, tornò dalla madre (che nel frattempo si era separata dal marito), a Napoli, con gli altri suoi tre fratelli. Nel 1964 si laureò in Scienze politiche alla Sapienza - Università di Roma, con una tesi su Antonio Gramsci. Proprio lavorando alla tesi, Pellicani, di famiglia tradizionalmente comunista, si convinse che «il comunismo non era una buona idea realizzata male. Era proprio un'idea sbagliata». Abbracciò quindi idee socialiste-riformiste.
Dopo la laurea si recò in Spagna, dove studiò l'opera e il pensiero del sociologo spagnolo José Ortega y Gasset, per proseguire gli studi sociologici in Francia. Tornato in Italia, cominciò ad insegnare all'Università degli Studi di Urbino.
Nel 1976, dopo aver letto un articolo di Bettino Craxi, in cui il politico citava un saggio su Eduard Bernstein che Pellicani aveva scritto anni prima, Pellicani contattò il leader socialista, sancendo l'inizio di una collaborazione con il Partito Socialista Italiano.
Intellettuale lontano dagli apparati di partito, Pellicani contribuì quasi esclusivamente inviando saggi e discorsi politici e, in seguito (dal 1985) dirigendo il periodico di area socialista Mondoperaio, attorno alla cui redazione raccolse intellettuali, docenti universitari, artisti (tra i quali vanno ricordati Norberto Bobbio, Ernesto Galli della Loggia, Giovanni Sartori, Giuliano Amato, il regista Marco Leto) con i quali dette vita ad un intenso e vivace dibattito sulla modernizzazione della cultura politica della sinistra italiana e sulle riforme istituzionali. La rivista arrivò a vendere, in quegli anni, sino a 5 000 copie a numero, e divenne il punto di riferimento per l'area riformista della politica italiana, che si rinonobbe, in quel pur breve periodo, nell'intento rinnovatore e riformatore che animava quel dibattito. Durante gli anni '80, diresse, per l'editrice SugarCo, anche la collana di studi sociologici Argomenti, nella quale trovarono posto studi  importanti opere di David Bell, Marshall Mc Luhan, Ortega y Gasset, Carlo Cattaneo, Ferenc Feher, Guglielmo Ferrero e altri ancora, tra i minori. 
Il 27 agosto 1978, Bettino Craxi pubblicò su L'Espresso un articolo, dal titolo Il Vangelo Socialista, a sua firma ma scritto in realtà insieme a Pellicani, articolo al quale viene unanimemente attribuita la svolta politico-culturale con la quale il Partito Socialista Italiano prese le distanze dal massimalismo di stampo marxista, per approdare definitivamente al riformismo socialdemocratico teorizzato da Bernstein, e anticipato da Pierre Joseph Proudhon.
Quella svolta segnò una nuova stagione politica della sinistra italiana, che vide il PSI impegnato in una lunga battaglia con il PCI per la modernizzazione culturale della sinistra.
Alla dissoluzione del partito dopo Mani Pulite, decise di chiudere Mondoperaio. Riguardo all'inchiesta giudiziaria, in un'intervista dichiarò che, anche se le irregolarità erano presenti in tutti i partiti (eccetto il Partito Radicale), non poteva «perdonare al gruppo dirigente socialista di aver affogato nella corruzione le buone idee».
Nel 1998 si avvicinò ai Socialisti Democratici Italiani (SDI), dichiarando di voler rimanere di centrosinistra (pur lontano da posizioni massimaliste) e quindi rifiutandosi di emigrare, come molti ex socialisti fecero, in Forza Italia con Silvio Berlusconi. Dal novembre del 2000 tornò alla guida di Mondoperaio, alla quale restò fino all'aprile del 2008.
Nel corso della manifestazione di Roma organizzata dall'Ulivo il 3 marzo 2002 Pellicani, il solo socialista presente tra i relatori in una delle sue rarissime apparizioni in piazza, fu duramente fischiato quando nel suo intervento attaccò la linea politica dei Girotondi e di Antonio Di Pietro.
È stato candidato senatore per la Rosa nel Pugno alle elezioni politiche italiane del 2006, senza essere però eletto.
In tutti questi anni continuò a svolgere l'attività di docente presso la Libera università internazionale degli studi sociali Guido Carli (Luiss), dove era ordinario di sociologia politica e docente di sociologia generale e di antropologia culturale (al termine della sua carriera accademica, fu proclamato dalla Luiss professore emerito - ciò gli consentì di proseguire l'insegnamento sino all'eta di 80 anni), e a pubblicare saggi, alcuni dei quali sono stati tradotti in varie lingue: uno di essi, La genesi del capitalismo e le origini della modernità, è stato definito "un classico" dalla rivista statunitense Telos, ed è considerato un testo noto soprattutto per quanto riguarda la critica ad alcune tesi di Karl Marx e di Max Weber.
Nel saggio Lenin e Hitler: I due volti del totalitarismo, Pellicani equipara Lenin, indiscusso leader della rivoluzione bolscevica,  ad Adolf Hitler, Führer del partito nazista, principale responsabile dell'Olocausto e dell'avvio della Seconda guerra mondiale. In questo saggio l'Autore sviluppa, sulla base di una puntuale documentazione, la tesi che, a dispetto della mortale inimicizia da cui erano divisi, il Comunismo e il Nazismo hanno avuto lo stesso nemico, la Società Borghese; e il medesimo obiettivo: la pulizia del mondo mediante terrore catartico: da ciò, l'istituzione dell'universo concentrazionario come luogo elettivo di sterminio di genti, nel quale travasare tutti gli elementi umani ritenuti causa evidente, per quei totalitarismi, della corruzione: id est, l'idea  -materializzazione ovvero estrema secolarizzazione di un principio gnostico-, della rivoluzione come processo solutore-palingenetico che sfoci,  -dopo l'annientamento del gruppo  -o dei gruppi- sociali, ritenuti avversi da parte di quei totalitarismi-, nella genesi di una ulteriore umanità trasfigurata.
Il metodo della sociologia storico-comparata fu quello che Pellicani sempre predilesse, e grazie al quale giunse a risultati scientifici che - oltre al già citato La genesi del capitalismo e le origini della modernità - dettero la luce a studi di indiscusso valore sulla modernizzazione (Le sorgenti della vita), sulla secolarizzazione (Modernizzazione e secolarizzazione), sulle rivoluzioni e sui movimenti ideologico-rivoluzionari (Dinamica delle rivoluzioni; La Società dei giusti), sui totalitarismi (Rivoluzione e totalitarismo; Lenin e Hitler), sulla cultura politica italiana (Gramsci, Togliatti e il Pci), sull'azione sociale e la teoria sociologica (Dalla società chiusa alla società aperta). Quest'ultima deve a Pellicani, nel panorama italiano, l'aver contribuito a far conoscere il pensiero e l'opera di José Ortega y Gasset, filosofo spagnolo al cui pensiero sociologico Pellicani ispirò una parte importante del suo approccio alla spiegazione del sociale (La sociologia storica di Ortega y Gasset).
Rare sono state le apparizioni televisive di Pellicani, che intervenne sporadicamente all'interno della trasmissione Ballarò di Giovanni Floris, suo ex-allievo, oltre che in varie interviste concesse nell'ambito di trasmissioni televisive dedicate alla storia della sinistra italiana.
È morto a Roma l'11 aprile 2020, all'età di 81 anni, per complicazioni da Covid-19. 

## Opere
- Che cos'è il leninismo (SugarCo)
- Introduzione a Marx (Cappelli Editore)
- Gulag o utopia? (SugarCo)
- Saggio sulla genesi del capitalismo (SugarCo)
- Dinamica delle rivoluzioni (SugarCo)
- Marxismo e leninismo (SED Editrice)
- I Rajput. Storia, leggende e tradizioni dei Samurai dell'India (Newton Compton)
- La Sociologia storica di Ortega y Gasset (SugarCo)
- La Società dei giusti (Etas)
- Modernizzazione e secolarizzazione (Il Saggiatore)
- Rivoluzione e totalitarismo (Marco Editore)
- I rivoluzionari di professione (Franco Angeli)
- La genesi del capitalismo e le origini della modernità (Marco editore)
- Le sorgenti della vita. Modi di produzione e forme di dominio (Marco Editore)
- Dalla società chiusa alla società aperta (Rubbettino)
- Jihad. Le radici (LUISS University Press)
- Le radici pagane dell'Europa (Ribbettino)
- Anatomia dell'anticapitalismo (Rubbettino)
- Dalla città sacra alla città secolare (Rubbettino)
- Il potere, la libertà e l'eguaglianza (Rubbettino)
- Lenin e Hitler. I due volti del totalitarismo (Rubbettino)
- L'Occidente e i suoi nemici
- Cattivi maestri della Sinistra. Gramsci, Togliatti, Lukàcs, Sartre e Marcuse (Rubbettino)
- I difensori della libertà.
- Le rivoluzioni: miti e realtà
- Michael Sandel eroe dei due mondi (Ditore)
- Perché in Occidente c'è più libertà che in Oriente? (Rubbettino)